# Fabian Mena
Fabián Mena (Tumaco, Nariño, Colombia; 25 de diciembre de 1991) es un futbolista colombiano. Juega de delantero para el Jarabacoa FC de la Liga Dominicana de Futbol.

## Clubes
| Club               | País                 | Año           |
| ------------------ | -------------------- | ------------- |
| Fortaleza CEIF     | Colombia             | 2012          |
| Llaneros F.C       | Colombia             | 2013          |
| Patriotas Boyacá   | Colombia             | 2015          |
| Cúcuta Deportivo   | Colombia             | 2016          |
| Universidad O&M FC | República Dominicana | 2020-2022     |
| Jarabacoa FC       | República Dominicana | 2023-presente |

## Palmarés

### Títulos nacionales
| Título           | Club               | País                 | Año  |
| ---------------- | ------------------ | -------------------- | ---- |
| Primera División | Universidad O&M FC | República Dominicana | 2020 |